# Angela e Luciana Giussani

Angela Giussani (a sinistra) e Luciana Giussani (a destra) negli anni sessanta

Angela Giussani (Milano, 10 giugno 1922 – Milano, 10 febbraio 1987) e 
Luciana Giussani (Milano, 19 aprile 1928 – Milano, 31 marzo 2001) sono state una coppia di fumettiste ed editrici italiane. Angela è la creatrice del famoso personaggio Diabolik, il primo fumetto nero italiano formato tascabile, e venne successivamente affiancata nella stesura delle storie dalla sorella Luciana; entrambe vi hanno poi dedicato tutta la loro vita professionale.

## Biografia

### Il primo periodo: lo studio, la guerra e la voglia di indipendenza
Erano le figlie di Enrico Giussani, mediatore con l'azienda Croce & Giussani tra il campo tessile e quello calzaturiero, e di Vittoria Peracini detta Vittorina, svizzera. Nacquero nell'appartamento familiare di via San Siro 6, al quarto piano di un palazzo di proprietà della vicina Casa di Riposo per Musicisti, crebbero assieme a un cugino di nome Renzo Rachelli, considerato come un fratello, e studiarono all'Istituto Marcelline Tommaseo. Le località abituali di vacanza erano la montana Selvino, preferita dalla madre, e la marittima Cervia, preferita dal padre; partendo in treno dalla stazione di Milano Cadorna si recavano spesso anche a Saronno, dove abitavano dei parenti tra cui uno zio, Claudio, lettore dei romanzi noir francesi con protagonisti Fantômas e Arsenio Lupin. Destinate dalla madre a diventare maestre elementari nonostante il carattere ribelle di entrambe e il loro frequentare dei ragazzi coprendosi a vicenda con delle bugie, il tutto contrastando ciò che era l'etichetta femminile, scelsero di percorrere altre strade.
Angela nasce a Milano il 10 giugno 1922, prendendo il nome del nonno paterno Angelo. Appassionata praticante di equitazione e sci, ottiene il diploma magistrale con una tesina sul filosofo che apprezza maggiormente, Immanuel Kant. Dopo una breve storia col futuro detective privato Tom Ponzi, con il quale rimane amica, la sua vita cambia nel 1944 quando, durante una vacanza primaverile nella solita Cervia, in casa di amici conosce Gino Sansoni, un esuberante pubblicitario di accese simpatie fasciste di quasi 15 anni più grande di lei. Ma la storia dura solo pochi mesi, dato che lei lascia Sansoni a causa della sua troppa esuberanza. Inoltre a fine maggio la Romagna non è più sicura e con la famiglia ritorna in treno a Milano, dove sfollano nei pressi della decentrata via Giuseppe Dezza.

### Il matrimonio di Angela: modella e grafica per la pubblicità
Alla conclusione del conflitto, il padre incontra difficoltà lavorative e lei matura il desiderio di rendersi indipendente. In una sala da ballo ritrova Gino Sansoni (che l’aveva fatta rintracciare proprio da Tom Ponzi), avendo egli aperto a Milano la propria agenzia pubblicitaria in pieno centro in via Santa Redegonda, avendovi portato anche il proprio busto nero di Benito Mussolini; Sansoni le dice di aver bisogno di una segretaria proprio come lei. Così il mattino inizia a lavorare per Sansoni, mentre al pomeriggio lavora in un'agenzia di import/export in viale Vittorio Veneto.
La storia con Sansoni riprende e si fa seria, e lunedì 30 dicembre 1946 si sposano nella chiesa di San Pietro in Sala. Nel 1947, a lavorare con loro si aggiungono il cugino Renzo Rachelli e Fausto Fiumali, padre di Brenno Fiumali. Uno dei loro lavori è la realizzazione dello stand dei produttori di liquori in Fiera Campionaria. Angela, evento ancora insolito per una donna, consegue la patente di guida. Inoltre, così come la sorella Luciana, posa da fotomodella per le pubblicità realizzate dall'agenzia, fra le quali quelle dei tessuti Bemberg, delle saponette Lux, delle pastiglie Valda e del dentifricio Colgate; in più si occupa di grafica e disegna figurini. Trascinata dall'ambizioso marito, frequenta gli eventi del jet set, ove il marito stesso provvede a organizzare servizi fotografici per sé e consorte. Luciana invece, nel 1948 partecipa a un concorso di bellezza presso il Giardino d'inverno del Cinema Teatro Odeon, e consegue la fascia di Miss Sport 1948.
Quando Gino Sansoni decide di diventare editore, con il marchio I. L. E.- Istituto Librario Editore, lui e la moglie Angela compilano insieme il vademecum della sposa, che esce nel giugno 1950, conseguendo successo e successive edizioni. Parallelamente, Sansoni dà vita alla Casa Editrice Astoria, chiamata in ricordo di un albergo a lui caro, e lascia ad Angela la I. L. E. La sorella Luciana invece fa la maestra elementare, ma in seguito, contando su un diploma di lingua tedesca, si impiega in ufficio alla Vorwerk Folletto.
Quando Gino Sansoni, avendo acquistato il ristorante Grande Italia Gersi in Galleria Vittorio Emanuele II, lo rivende dopo poco tempo a prezzo maggiorato, con il ricavato trasferisce abitazione e casa editrice in piazzale Luigi Cadorna 13.

### La ritrovata indipendenza di Angela: la carriera da editrice con Luciana e la passione per automobili e aerei
Angela, lasciata indipendente, in società con l'amico Remo Berselli costituisce un'agenzia pubblicitaria chiamata GiuBer, e si reca a lezioni di volo a Bresso, all'Aero Club Milano, dove nel 1954 consegue il brevetto di pilota, e nel 1957, potendovisi recare alla guida della sua prima automobile acquistata, una delle prime Autobianchi Bianchina, consegue il secondo brevetto, necessario per portare persone a bordo di un velivolo.
Nel 1961, in occasione del centenario dell'unità d'Italia, le banche elargiscono favorevolmente prestiti; Gino Sansoni e Angela Giussani, che inoltre avevano recentemente conseguito una vincita in denaro, ne usufruiscono per stampare a colori le proprie pubblicazioni; però in estate Angela si licenzia dalla casa editrice del marito e con la liquidazione ottenuta fondano assieme l'Astorina, lasciata in gestione alla sola Angela. La sede viene installata in una porzione del vasto appartamento di via Giacomo Leopardi 25, che da poco tempo ospita la coppia e la Casa Editrice Astoria. Vi è una seconda entrata che dà nella cucina; Angela chiede al marito di poterla usare come studio per eventuali disegnatori, in quanto munita di due lavandini dove avrebbero potuto risciacquare i pennini intrisi di inchiostro di china. Le prime pubblicazioni Astorina sono alcuni libri di fiabe rilevati dalle Edizioni Martora e riproposti in nuova edizione. In seguito ecco il primo tentativo fumettistico, ispirato dall'enorme successo di pubblico del pugile Nino Benvenuti a partire dalle vittoriose Olimpiadi di Roma 1960: la pubblicazione da dicembre, su una testata mensile ufficialmente denominata Albi Okey!, di un fumetto statunitense, a colori, con le avventure di un pugile, Big-Ben; Angela chiama a lavorare con sé la sorella Luciana, in quel momento rattristata da alcune delusioni amorose, conferendole la carica di direttore responsabile degli Albi Okey!. Le sorelle girano insieme per edicole e cartolerie a fare da agenti di commercio ai propri prodotti, e nel 1962 maturano l'idea di giochi in busta, che realizzano continuando a proporli personalmente a edicole e cartolerie, con Luciana che talvolta offre fiori o fiaschi di vino.

### Gli eventi che portano alla svolta della vita: la creazione di Diabolik
Il fumetto Big-Ben però non incontra il successo sperato, e si decide di riproporre le rese unendo quattro numeri con nuove copertine di Brenno Fiumali, inizialmente senza il nome di Big-Ben: quella che vende quasi il doppio delle altre è intitolata Mistero!, e raffigura in copertina la faccia incappucciata di un uomo che terrorizza una donna e un altro uomo vestiti eleganti: la rotta è indicata e nello stesso 1962 Angela, ritornata Luciana a lavorare per la Folletto, decide di riprovarci con un personaggio a fumetti inedito, da scrivere e disegnare, qualcosa che la faccia finalmente svoltare. È viaggiando in treno diretta dai familiari di Saronno, assieme a numerosi pendolari, che l'idea si fa concreta: il nuovo fumetto sarà un piccolo albo destinato a loro, da poter facilmente portare nelle tasche delle giacche, coinvolgente e di veloce lettura, giusto il tempo del viaggio. La svolta definitiva avviene, secondo una tesi quasi leggendaria, dalla lettura di un romanzo di Fantômas ritrovato casualmente sul treno per Saronno, e anche dal ricordo di un fatto di cronaca nera accaduto a Torino: il 26 gennaio 1958 un uomo era stato brutalmente ucciso e il suo assassino s'era firmato Diabolich, sfidando la polizia attraverso lettere e indovinelli, fatto rimasto nella memoria collettiva come l'assassinio di via Fontanesi. Così Angela Giussani si fa assistere, consigliare e correggere dagli amici Pier Carpi, Nino Cannata e Francesco Paolo Conte, e si improvvisa scrittrice di fumetti, imparando presto e attuando un perfezionismo fatto di diverse riscritture.

### Prime uscite e reazioni dei lettori
Inizialmente pensato come Diabolicus, viene così creato il primo numero di Diabolik, ovvero Il re del terrore, con la trama scritta dalla stessa Angela e i disegni di Angelo Zarcone, che aveva da lei ricevuto l'indicazione di ricalcare i tratti somatici del protagonista sul divo del cinema Robert Taylor; la copertina (illustrata su fronte e retro) è invece di Brenno Fiumali, e il logo in lettere di sangue di Remo Berselli. Questa prima uscita viene definita sulla stessa copertina come "Il fumetto del brivido"; viene inoltre specificato che si tratta di un "romanzo completo", e il prezzo è “Lire 150”. Viene distribuito all'alba di giovedì 1º novembre 1962, soprattutto nelle edicole delle stazioni ferroviarie. Diabolik è un sofisticato e spietato ladro e assassino trasformista che con l'inganno si insinua nelle famiglie dell'alta borghesia, facendo leva sui loro segreti e sulle loro debolezze. Per la sua creatrice Angela Giussani si tratta di un fumetto di avventura e relax, una lettura fine a se stessa che non ha la pretesa di dare alcun insegnamento. Le vendite, considerata la scarsa distribuzione, sono buone, e vari lettori contattano la casa editrice richiedendo il secondo episodio; così venerdì 1º febbraio 1963 esce il secondo albo (con in copertina l'ulteriore precisazione "per adulti"), e la periodicità si stabilizza a mensile. È l'inizio di una lunga serie di successi.

### Il successo e l'ingresso dei collaboratori
Nel settembre 1963 vengono sospese le pubblicazioni di Big-Ben. Dopo tredici numeri di Diabolik, a gennaio 1964 Angela chiama stabilmente a lavorare con sé la sorella Luciana, che si licenzia dalla Folletto; insieme iniziano ad occuparsi della casa editrice e a scrivere a quattro mani le avventure rocambolesche del "Re del terrore": La donna decapitata, Diabolik n. 14, è la prima scritta insieme. Nel 1965 Angela si separa da Gino Sansoni, e con la sorella e la madre va a vivere in viale Monte Grappa 2, trasferendovi anche l'Astorina: al primo piano la casa editrice, al secondo l'abitazione. Angela in persona si occupa di rispondere alle lettere giunte in redazione, alcune delle quali riportano idee per future storie: in questo caso la risposta include un piccolo regalo o compenso in denaro, e l'idea viene riposta in un classificatore con scritto “idee utilizzabili”. A fine anno Angela cede la carica di direttore responsabile di Diabolik a Carlo Forni. Abituale a sfrecciare fra le vie milanesi con la sua nuova automobile, una Mini Minor, Angela inizia a ricevere in redazione alcuni ragazzi, tra cui Alfredo Castelli, Mario Gomboli e Angelo Palmas, incaricati di scrivere dei soggetti, dei quali lei stessa valuta l'acquisto o il rifiuto, senza dilungarsi in spiegazioni come invece fa la sorella Luciana. Con Sansoni i rapporti rimangono però buoni, tanto che un anno dopo, a fine 1966, viene nominato direttore responsabile di Diabolik succedendo a Forni, carica che mantiene fino all'agosto 1969, al ritorno dello stesso Forni. Dal 1975 la sede Astorina è in via Antonio Beretta 3.

### Morte ed eventi postumi
Dopo una lunga malattia, martedì 10 febbraio 1987 Angela muore a quasi 65 anni, e Luciana continua a gestire da sola la casa editrice; inoltre a maggio succede a Carlo Forni divenendo direttore responsabile di Diabolik. Nel giugno 1992 (anno del trasferimento nella sede definitiva di via Giovanni Boccaccio 32), Luciana lascia però la direzione di Diabolik a Mario Gomboli e, nel 1999, anche l'Astorina, ceduta sempre a Mario Gomboli, continuando tuttavia a scrivere le storie del suo celebre fumetto (la sua ultima storia di Diabolik è del dicembre 2000: Vampiri a Clerville). Muore nel marzo 2001 a quasi 73 anni.
Nel 2022 il Comune di Milano, in occasione del centenario di Angela, decide di dedicare un giardino pubblico a entrambe le sorelle, inaugurato mercoledì 15 giugno alla presenza anche di Mario Gomboli. Nel 2023 anche il Comune di Cervia dedica loro un giardino, inaugurato mercoledì 1º marzo.

### Articoli e riviste
- Giancarlo Albano, Le sorelle omicidi, in Grazia, 21 aprile 1974.
- Foscanella Martinelli, Diabolik nasce in via Boccaccio, in Il Milanese, 19 maggio 1974.
- Lillo Gullo, «Un buon cattivo», intervista alle sorelle Giussani, autrici di Diabolik, in La Città Futura, 1º febbraio 1977.